# 22.º governo republicano (Portugal)

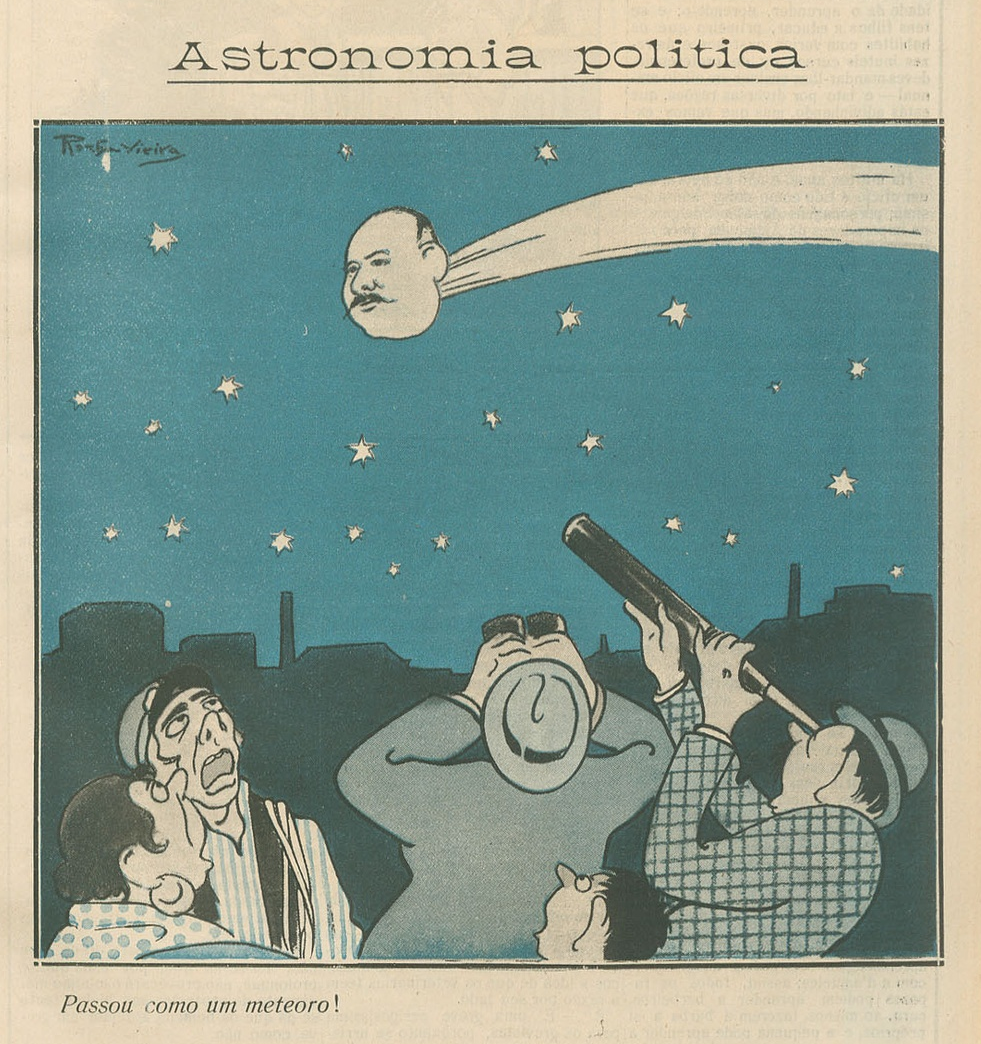
Cartoon alusivo ao "Governo dos Cinco Minutos", publicado nO Século Cómico em 1920; a estrela cadente tem a cara de Francisco Fernandes Costa

O 22.º governo da Primeira República Portuguesa, nomeado a 15 de janeiro de 1920 e exonerado no mesmo dia sem tomar posse, foi liderado por Francisco Fernandes Costa. Ficou conhecido como o Governo dos Cinco Minutos.
O governo não chega a tomar posse, face a uma manifestação de rua, comandada pela ala radical do Partido Democrático, a chamada Formiga Branca, que havia sido organizada pelo antigo governador civil de Lisboa, Daniel Rodrigues. Os nomeados ministros, antes de tomar posse estavam reunidos no edifício da Junta de Crédito Público e foram alvo de uma manifestação hostil. Fernandes Costa logo desistiu. No mesmo dia há uma tentativa de assalto ao jornal A Luta, tendo o indigitado ministro do interior, António Granjo, que defender o jornal de pistola na mão. O mesmo Granjo segue depois para defender o jornal A República.
Foi imediatamente reconduzido o anterior gabinete de Sá Cardoso.
A sua constituição era a seguinte:
| Cargo                               | Detentor | Detentor                                                         | Período                                       |
| ----------------------------------- | -------- | ---------------------------------------------------------------- | --------------------------------------------- |
| Presidente do Ministério            |          | Francisco Fernandes Costa (não empossado) (1867–1925)            | 15 de janeiro de 1920 a 15 de janeiro de 1920 |
| Ministro do Interior                |          | António Granjo (não empossado) (1881–1921)                       | 15 de janeiro de 1920 a 15 de janeiro de 1920 |
| Ministro da Justiça e dos Cultos    |          | Luís Mesquita de Carvalho (não empossado) (1868–1931)            | 15 de janeiro de 1920 a 15 de janeiro de 1920 |
| Ministro das Finanças               |          | Francisco Fernandes Costa (não empossado) (1867–1925)            | 15 de janeiro de 1920 a 15 de janeiro de 1920 |
| Ministro da Guerra                  |          | José Mendes dos Reis (não empossado) (1873–1971)                 | 15 de janeiro de 1920 a 15 de janeiro de 1920 |
| Ministro da Marinha                 |          | Tito Augusto de Morais (não empossado) (1880–1963)               | 15 de janeiro de 1920 a 15 de janeiro de 1920 |
| Ministro dos Negócios Estrangeiros  |          | Francisco Fernandes Costa (interino; não empossado) (1867–1925)  | 15 de janeiro de 1920 a 15 de janeiro de 1920 |
| Ministro do Comércio e Comunicações |          | Jorge de Vasconcelos Nunes (não empossado) (1878–1936)           | 15 de janeiro de 1920 a 15 de janeiro de 1920 |
| Ministro das Colónias               |          | José Barbosa (não empossado) (1869–1923)                         | 15 de janeiro de 1920 a 15 de janeiro de 1920 |
| Ministro das Colónias               |          | Jorge de Vasconcelos Nunes (interino; não empossado) (1878–1936) | 15 de janeiro de 1920 a 15 de janeiro de 1920 |
| Ministro da Instrução Pública       |          | Afonso Pinto Veloso (não empossado) (1878–1968)                  | 15 de janeiro de 1920 a 15 de janeiro de 1920 |
| Ministro do Trabalho                |          | José Joaquim Fernandes de Almeida (não empossado) (1867–n/d)     | 15 de janeiro de 1920 a 15 de janeiro de 1920 |
| Ministro da Agricultura             |          | Afonso Pinto Veloso (interino; não empossado) (1878–1968)        | 15 de janeiro de 1920 a 15 de janeiro de 1920 |